# Motomači (nádraží)
Motomači nebo Staré město nádraží je osobní železniční nádraží a stanice v Japonsku. 

## Historie
JR nádraží je v provozu od 12. července 1934. Hanšinská stanice je v provozu od 18. března 1936.

## Současnost

### Nástupiště
2 stanice mají celkem 6 dopravních kolejí.
| stanice | kolej | linka                                 | směr               |
| ------- | ----- | ------------------------------------- | ------------------ |
| JR      | 1     | A Několik regionálních vlaků          | Akaši              |
| JR      | 2     | A Regionální a městské vlaky          | Suma, Akaši        |
| JR      | 3     | A Regionální a městské vlaky          | Rokkómiči, Ašija   |
| JR      | 4     | A Několik regionálních vlaků          | Ašija              |
| Hanšin  | 1     | HS Regionální a městské vlaky         | Ivaja, Nišinomija  |
| Hanšin  | 2     | HS Regionální a městské vlaky a metro | Kóbe stanice metra |

### Vlakové trasy
- Linka  A 
  - Kajsok: Regionální vlak
  - Fucú: Městský vlak
- Linka  HS 
  - Kajsok-Kiukó: Regionální vlak. Zastavuje ve stanicích, ve kterých Čokcú-Tokkiu zastavuje bez Mikage a Ašije, mezi Motomačím a Nišinomijí.
  - Čokcú-Tokkiu: Regionální vlak
  - Tokkiu: Regionální vlak. Zastavuje ve stanicích, ve kterých Čokcú-Tokkiu zastavuje, Nišimotomačiho a Dajkaji, mezi Nagatou a Ósakou.
  - S-Tokkiu: Městský vlak. Zastavuje ve stanicích, ve kterých Čokcú-Tokkiu zastavuje a Dajkaji, mezi Nagatou a Samnomijí.
  - Fucú: Městský vlak

Stav: 13. březen 2021 
| Průměrný interval (min) | Trasa na západ | Linka                    | Trasa na východ                                                                             | Průměrný interval (min) | Společnost |
| ----------------------- | --- | ------------------------ | ------------------------------------------------------------------------------------------- | ----------------------- | ---------- |
| 15                      | Aboši,Kakogava -...- Suma - Hjógo - Kóbe - Motomači                                                                                                  | A Kajsok                 | Motomači - Samnomija - Rokkómiči - Sumijoši - Ašija[A] -...- Jasu,Majbara                   | 15                      | JR West    |
| 7.5                     | Akaši,Suma -...- Takatori - Šin Nagata - Hjógo - Kóbe - Motomači                                                                                     | A Fucú                   | Motomači - Samnomija - Nada - Maja - Rokkómiči -...- Takacuki, Šidžónavate                  | 7.5                     | JR West    |
| 15                      | Himedži -...- Kósok Nagata - (Dajkaj) - Šinkajči - Kósok Kóbe - (Niši Motomači) - Motomači Zastavuje v Niším Motomačím a Dajkaji v intervalu 30 min. | HS Čokcú-Tokkiu S-Tokkiu | Motomači - Kóbe Samnomija - Mikage* - Uozaki - Ašija[HS]* - Nišinomija -..- Amagasaki,Ósaka | 10                      | Hanšin     |
| 30                      | Himedži,Suma -...- Šinkajči - Kósok Kóbe - Niši Motomači - Motomači Jede v intervalu 7.5 min do Kósoku-Kóbe.                                         | HS Tokkiu Kaisok-Kiukó   | Motomači - Kóbe Samnomija - Mikage* - Uozaki - Ašija[HS]* - Nišinomija -..- Amagasaki,Ósaka | 10                      | Hanšin     |
| 30                      | Himedži,Suma -...- Šinkajči - Kósok Kóbe - Niši Motomači - Motomači Jede v intervalu 7.5 min do Kósoku-Kóbe.                                         | HS Fucú                  | Motomači - Kóbe Samnomija - Kasuganomiči - Ivaja -...- Amagasaki,Ósaka                      | 10                      | Hanšin     |

### Okolní objekty
- Staroměstská nákupní ulice
- Kinská ulice
- Daimaru